# Тараданово (деревня, Новосибирская область)
Тараданово — деревня в Сузунском районе Новосибирской области России. Входит в состав Каргаполовского сельсовета.

## География
Площадь деревни — 33 гектара.

## Население
| 2002 | 2007 | 2010 |
| ---- | ---- | ---- |
| 320  | ↘266 | ↘221 |

## Инфраструктура
В деревне по данным на 2007 год функционирует 1 учреждение здравоохранения и 1 учреждение образования.

## Транспорт
Через деревню проходит региональная автодорога 50Н-2402. К северо-западу находится станция Тараданово.